# Sympherobius fuscinervis
Sympherobius fuscinervis is een insect uit de familie van de bruine gaasvliegen (Hemerobiidae), die tot de orde netvleugeligen (Neuroptera) behoort. 
Sympherobius fuscinervis is voor het eerst wetenschappelijk beschreven door Kozhanchikov in 1956.